# Élections législatives salvadoriennes de 2018
Les élections législatives salvadoriennes de 2018 se déroulent le 4 mars 2018 afin de renouveler les 84 membres de l'Assemblée législative du Salvador. Des élections municipales ont lieu le même jour dans 262 municipalités, ainsi que pour les vingt membres du parlement centraméricain.

## Mode de scrutin

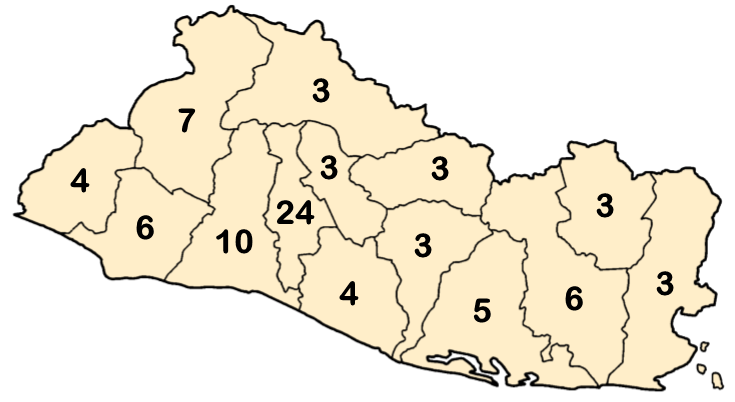
Sièges par circonscriptions.

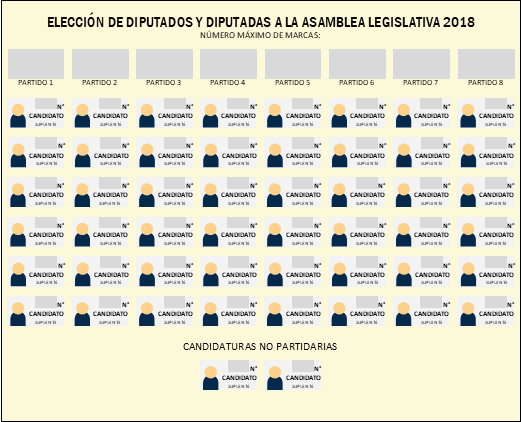
Modèle de bulletin de vote utilisé.

L'assemblée législative est le parlement monocaméral du Salvador, composée de 84 députés élus pour trois ans au scrutin proportionnel plurinominal à listes ouvertes et au plus fort reste. Les sièges sont à pourvoir dans 14 circonscriptions plurinominales de 3 à 24 sièges correspondants aux départements du Salvador selon leur population,. 
Par le biais des listes ouvertes et du panachage, l'électeur peut éventuellement répartir son choix de plusieurs manières :
1. Voter pour un parti, en cochant sa bannière en tête de liste. Son vote se répartit alors simplement à tous les candidats de la liste proposée par le parti.
2. Voter pour un parti, toujours en cochant sa bannière en tête de liste, et effectuer un vote préférentiel parmi ses candidats en cochant ceux qu'il veut voir élu. Son vote se répartit alors uniquement aux candidats qu'il aura sélectionné dans la liste proposée par le parti.
3. Ne pas cocher de parti, et voter directement pour des candidats parmi plusieurs listes et/ou des candidats indépendants. L'électeur doit alors veiller à ce que le nombre de candidats sélectionnés n'excède pas le nombre de sièges à pourvoir dans la circonscription.

## Résultats
|                           |                                                      |           |       |        |               |  |  |  |  |
| Partis                    | Partis                                               | Voix      | %     | Sièges | +/-           |  |  |  |  |
|                           | Alliance républicaine nationaliste (ARENA)           | 886 365   | 41,72 | 35     | 3             |  |  |  |  |
| Liste commune ARENA-PCN   | 35 286                                               | 1,69      | 2     | –      |               |  |  |  |  |
|                           | Front Farabundo Martí de libération nationale (FMLN) | 521 257   | 24,54 | 18     | 13            |  |  |  |  |
| Liste commune FMLN-CD     | 24 405                                               | 1,15      | 3     | –      |               |  |  |  |  |
| Liste commune FMLN-CD-PSD | 12 437                                               | 0,59      | 1     | –      |               |  |  |  |  |
| Liste commune FMLN-PSD    | 10 609                                               | 0,50      | 1     | –      |               |  |  |  |  |
|                           | Grande alliance pour l'unité nationale (GANA)        | 243 268   | 11,45 | 10     | 1             |  |  |  |  |
|                           | Parti de la concertation nationale (PCN)             | 230 862   | 10,87 | 9      | 3             |  |  |  |  |
|                           | Parti démocrate-chrétien (PDC)                       | 35 994    | 3,11  | 2      | 1             |  |  |  |  |
| Liste commune PDC-PCN     | 23 455                                               | 1,10      | 1     | –      |               |  |  |  |  |
|                           | Fraternité patriotique salvadorienne (FPS)           | 20 026    | 0,94  | 0      | Nv            |  |  |  |  |
|                           | Changement démocratique (CD)                         | 19 869    | 0,94  | 1      | 1             |  |  |  |  |
|                           | Parti social démocrate (PSD)                         | 15 610    | 0,73  | 0      | en stagnation |  |  |  |  |
|                           | Indépendants                                         | 14 546    | 0,68  | 1      | 1             |  |  |  |  |
|                           |                                                      |           |       |        |               |  |  |  |  |
| Suffrages exprimés        | Suffrages exprimés                                   | 2 124 528 | 89,59 |        |               |  |  |  |  |
| Votes blancs              | Votes blancs                                         | 52 571    | 2,22  |        |               |  |  |  |  |
| Votes invalides           | Votes invalides                                      | 194 225   | 8,19  |        |               |  |  |  |  |
| Total                     | Total                                                | 2 371 324 | 100   | 84     | en stagnation |  |  |  |  |
| Abstentions               | Abstentions                                          | 2 814 718 | 54,27 |        |               |  |  |  |  |
| Inscrits / participation  | Inscrits / participation                             | 5 186 042 | 45,73 |        |               |  |  |  |  |